# Ariana DeBose
Ariana DeBose est une actrice, chanteuse, danseuse et activiste américaine, née le 25 janvier 1991, en Caroline du Nord.
Elle commence sa carrière en 2009 quand elle participe à un concours de talent diffusé à la télévision américaine, intitulé Tu crois que tu sais danser. Cette expérience l’initie au monde du spectacle, et à partir de ce moment des producteurs de Broadway s’intéressent à elle. À partir de l’année suivante, elle est envisagée par le metteur en scène et chorégraphe Andy Blankenbueheler qui voit en elle l’interprète parfait pour le rôle de Nautica dans la comédie musicale Bring On It. Elle apparaît également comme danseuse dans Hamilton de Lin Manuel Miranda (2016) et décroche une nomination au Tony Award du meilleur second rôle féminin pour Summer : The Donna Summer Musical en 2018.
En parallèle, elle fait ses premiers pas au cinéma dans la comédie musicale The Prom réalisée par le producteur, réalisateur et scénariste Ryan Murphy, avant de poursuivre avec un rôle secondaire dans la série télévisée musicale Schmigadoon! qui signe ses retrouvailles avec le comédien Keegan-Michael Key. Mais c’est surtout son rôle d’Anita dans la nouvelle relecture de West Side Story de Steven Spielberg qui lance définitivement sa carrière sur grand écran. Celle qui succède aux actrices Chita Rivera et Rita Moreno dans le rôle remporte le BAFTA, le Golden Globe et l’Oscar de la meilleure actrice dans un second rôle. Ce rôle lui ouvre les portes d'Hollywood.

## Biographie

### Jeunesse

#### Naissance
Ariana DeBose est née le 25 janvier 1991 en Caroline du Nord. Elle est métisse, son père est portoricain et sa mère, Gina DeBose, est caucasienne. Elle a également des ancêtres afro-américains et italiens. Ariana DeBose a été formée à la danse au CC & Co. Dance Complex de la ville de Raleigh. Ariana Debose n'a jamais connu son père qui a abandonné sa mère alors qu'elle était enceinte.

### 2007-2017: Débuts à Broadway

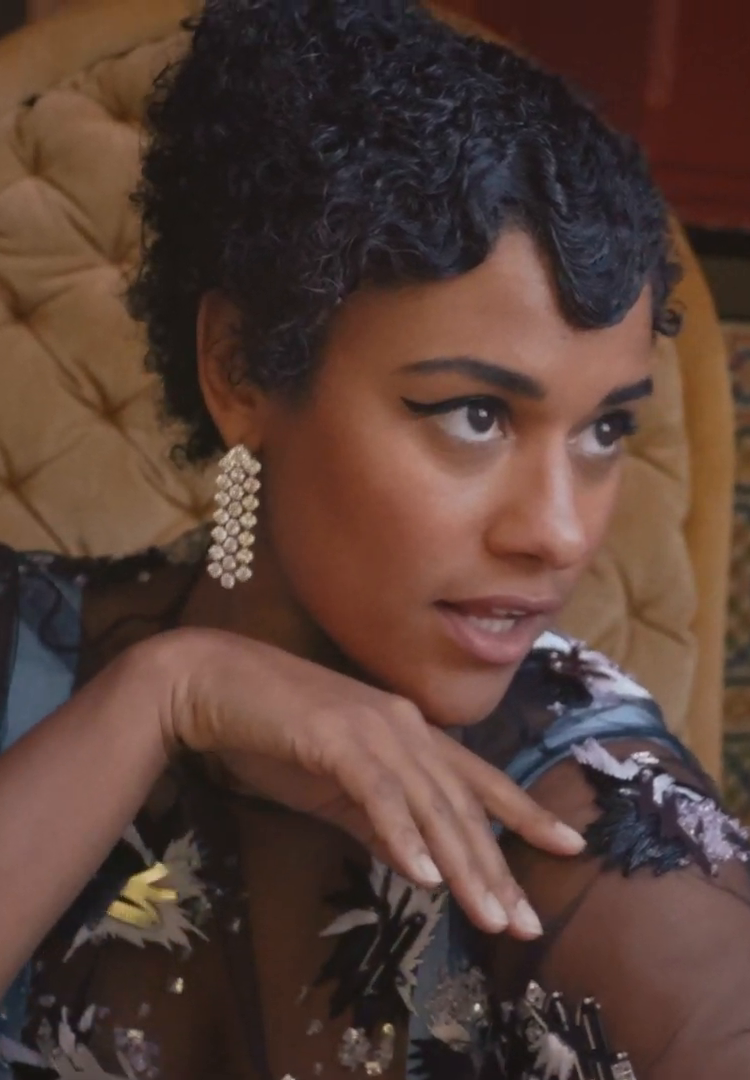
L'actrice en septembre 2021.

Ariana DeBose commence sa carrière en 2006. Dans le même temps la jeune fille découvre l'univers de la comédie musicale et se trouve même embauchée pour tenir un des rôles principaux d'une adaptation scolaire de Fame. Mauvaise en chant, selon ses dires, elle décrochera toutefois d'autres rôles dans des comédies musicales scolaires. En 2007 : l'aspirante comédienne fait la rencontre de la showgirl Charlotte d’Amboise connue pour avoir été l'une des actrices ayant le plus interprété le rôle de Roxie Hart dans la comédie musicale Chicago. Cette dernière, convaincue du talent d'Ariana, lui conseille de se lancer à Broadway sans études. Voulant assurer ses arrières, Ariana DeBose commencera à suivre un cursus théâtral à New York, avant de l'abandonner en 2009.
Ariana DeBose fait sa première apparition à la télévision - deux ans plus tard - en 2009 quand elle participe à la sixième saison de la compétition Tu crois que tu sais danser, où elle termine dans le top 20. Quatre ans plus tard, après avoir interprété Little Inez dans une production de Hairspray au North Carolina Theatre, elle rejoint la troupe de Bring It On: The Musical, l'adaptation musicale du film American Girls, au Alliance Theatre à Atlanta. Le spectacle est co-composé par Lin-Manuel Miranda. Elle y tient le rôle Nautica et sert également de doublure pour le personnage de Danielle. Il s'agit de la première fois qu'elle inaugure un rôle.

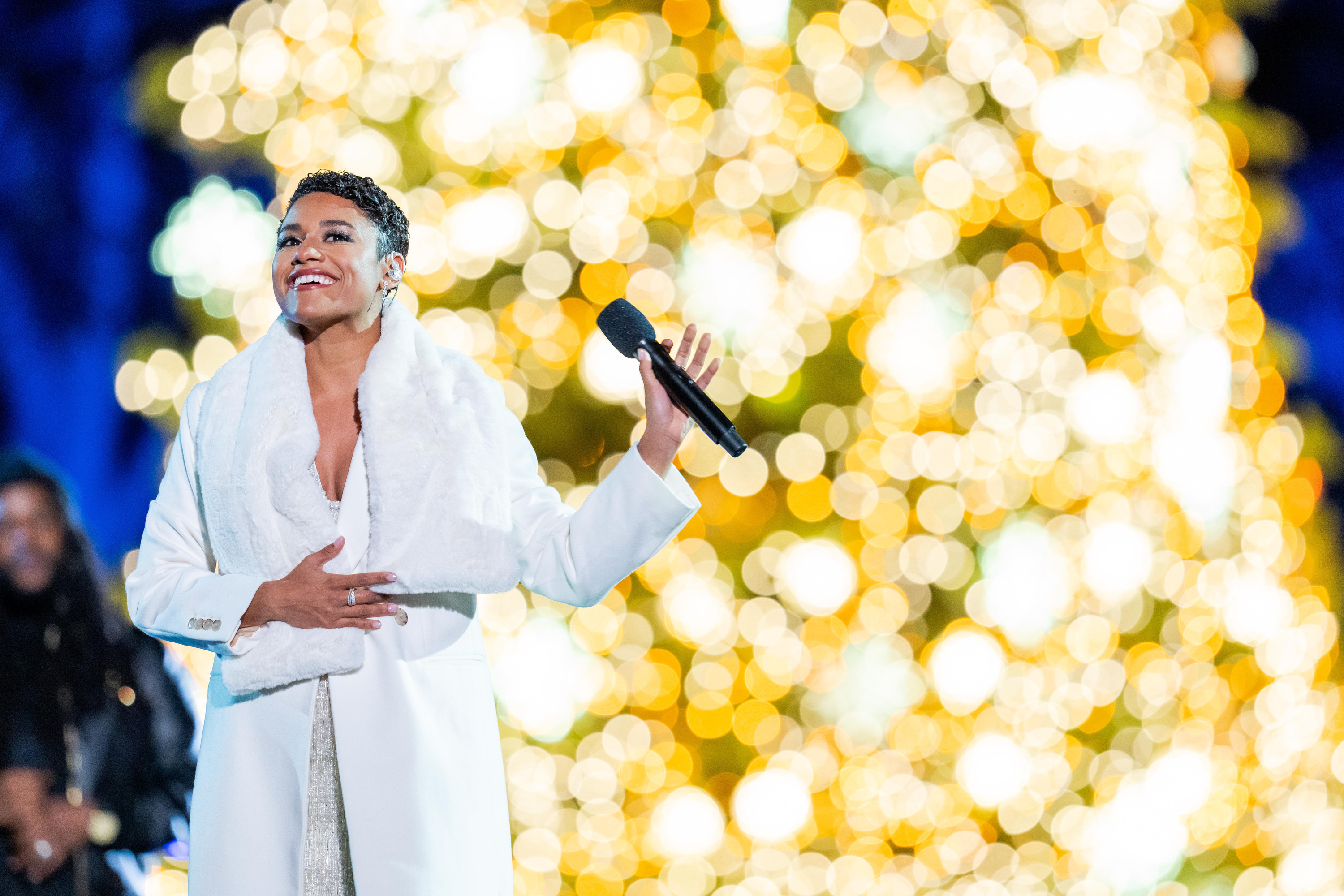
Lors d'un concert de Noël, en 2020.

En fin d'année 2011, elle participe à une version de la comédie musicale Company par l'Orchestre philharmonique de New York, en tant que membre de l'ensemble. Le spectacle est filmé et diffusé dans les cinémas américains, puis, elle reprend le rôle de Nautica pour la tournée nord-américaine de Bring It On: The Musical qui démarre en novembre et se termine en juin 2012. Quelques mois après la fin de la tournée, le spectacle est lancé à Broadway au St. James Theatre, marquant les débuts de DeBose à Broadway.
En 2013, elle est à l'affiche de la comédie musicale Motown: The Musical où elle joue le rôle de Mary Wilson mais est également doublure pour celui de Diana Ross. Elle quitte temporairement le spectacle en 2014 pour rejoindre la troupe du spectacle Pippin au Music Box Theatre en remplacement.
En 2015, elle retrouve Lin-Manuel Miranda avec la comédie musicale Hamilton au Public Theater, un théâtre Off-Broadway. Dans ce spectacle, elle fait partie de l'ensemble mais interprète également un personnage secret, "La Balle", qui sert de préfiguration au destin de Philip et Alexander Hamilton. Le succès d'Hamilton permet au spectacle d'être transféré au Richard Rodgers Theatre à Broadway dans le courant de l'année. Entre-temps, Ariana DeBose a interprété Éponine dans une production régionale des Misérables.
En 2017, elle devient l'interprète originale de Disco Donna, l'une des Donna Summer de la comédie musicale biographique Summer: The Donna Summer Musical. Le spectacle est transféré à Broadway en 2018 et lui permet de décrocher une nomination pour le Tony Award du meilleur second rôle féminin dans une comédie musicale. La même année, elle joue dans son premier long-métrage, le thriller indépendant Seaside.

### 2020-2022: Tournant et consécration grâce àWest Side Story

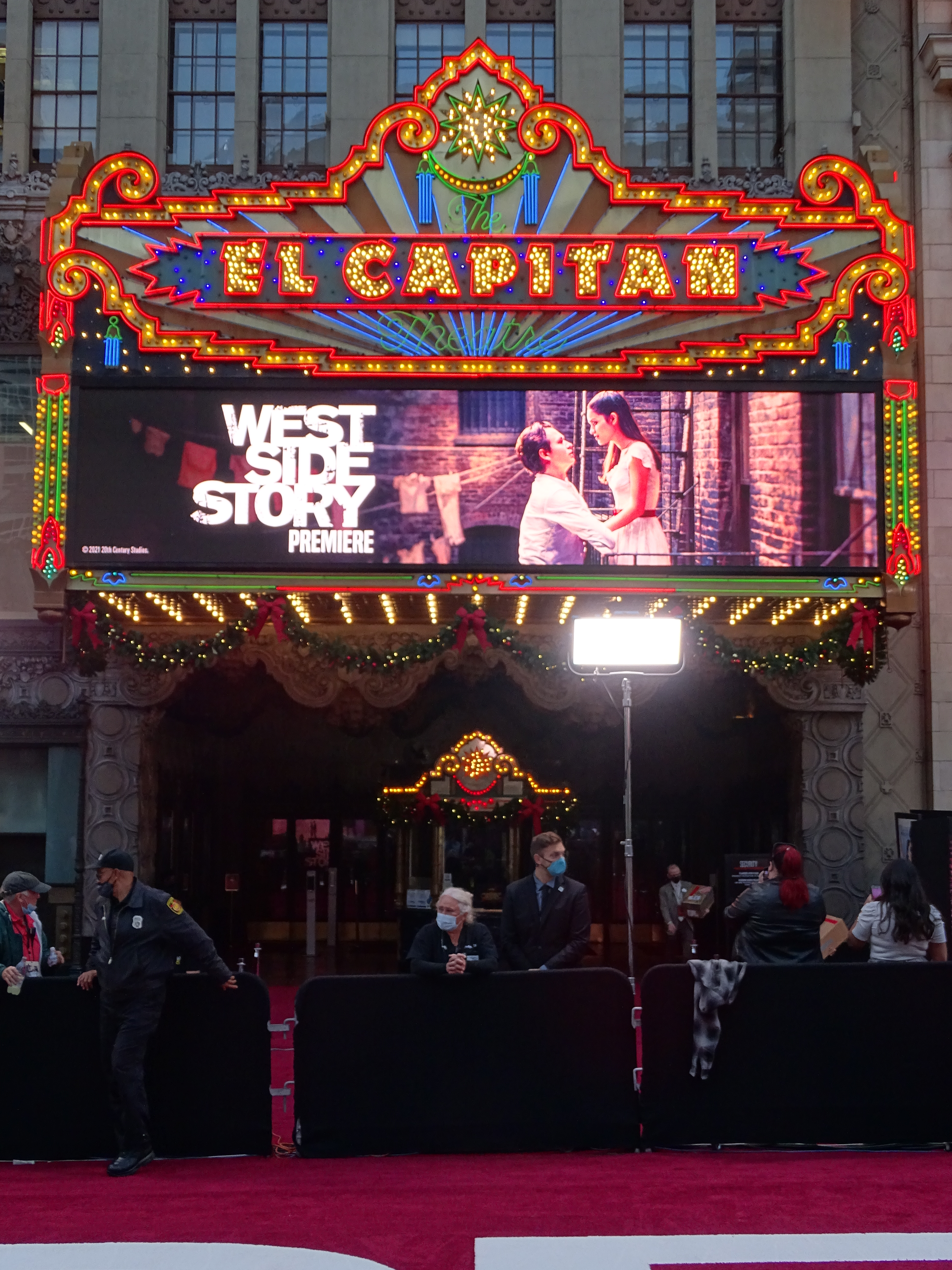
Panneau publicitaire de l'affiche de la comédie musicale West Side Story réalisé par Spielberg dans laquelle Ariana Debose joue.

Trois ans plus tard, elle quitte le domaine du théâtre pour se tourner vers celui du cinéma. Ainsi, après deux courts-métrages peu connus, elle obtient son premier rôle dans le thriller indépendant Seaside dans lequel elle joue une jeune femme à la dérive. Mais c'est réellement son rôle dans la comédie musicale The Prom de Ryan Murphy qui la révèle au grand public. En effet, elle y interprète une jeune adolescente qui a du mal à assumer son homosexualité. Conçu au départ pour la chanteuse Ariana Grande qui refuse le rôle au dernier moment, le long-métrage permet à cette dernière de se faire une place de choix dans le milieu hollywoodien, car elle y donne la réplique à plusieurs grands noms : Meryl Streep, James Corden ou encore Nicole Kidman.
Elle décrira au cours d’une interview le long-métrage, bien accueilli par la presse et le public, comme « unique » et ce grâce en particulier à la présence de Nicole Kidman qui est son actrice préférée et à qui elle voue un culte depuis qu'elle a vu Moulin Rouge. On la retrouve par la suite sur le petit écran dans la captation de la pièce Hamilton où elle tient un petit rôle face à Lin-Manuel Miranda et Anthony Ramos, avant d’obtenir un des rôles majeurs de la série Schmigadoon!, diffusée sur le service Apple TV+, avec Keegan-Michael Key avec qui elle avait déjà collaboré.
En 2021, sa carrière prend enfin de l'élan. En effet la jeune actrice reprend le rôle inoubliable d'Anita dans la seconde adaptation cinématographique de la comédie musicale West Side Story mise en scène par Steven Spielberg. Un rôle qui avait d'abord été pensé pour la comédienne mexicaine Eiza González qui l’avait refusé. Fasciné par le talent de la jeune femme et sa capacité à jouer, le réalisateur multirécompensé insistera longtemps avant qu'Ariana n’accepte enfin le rôle. Soixante ans après la première mouture, cette modernisation connaît un échec commercial, ne récoltant que 75 millions de dollars US pour un budget investi de 100 millions de dollars US. Le film est en revanche un grand succès critique. Ariana devient alors l'une des deux principales révélations du long-métrage avec Rachel Zegler.

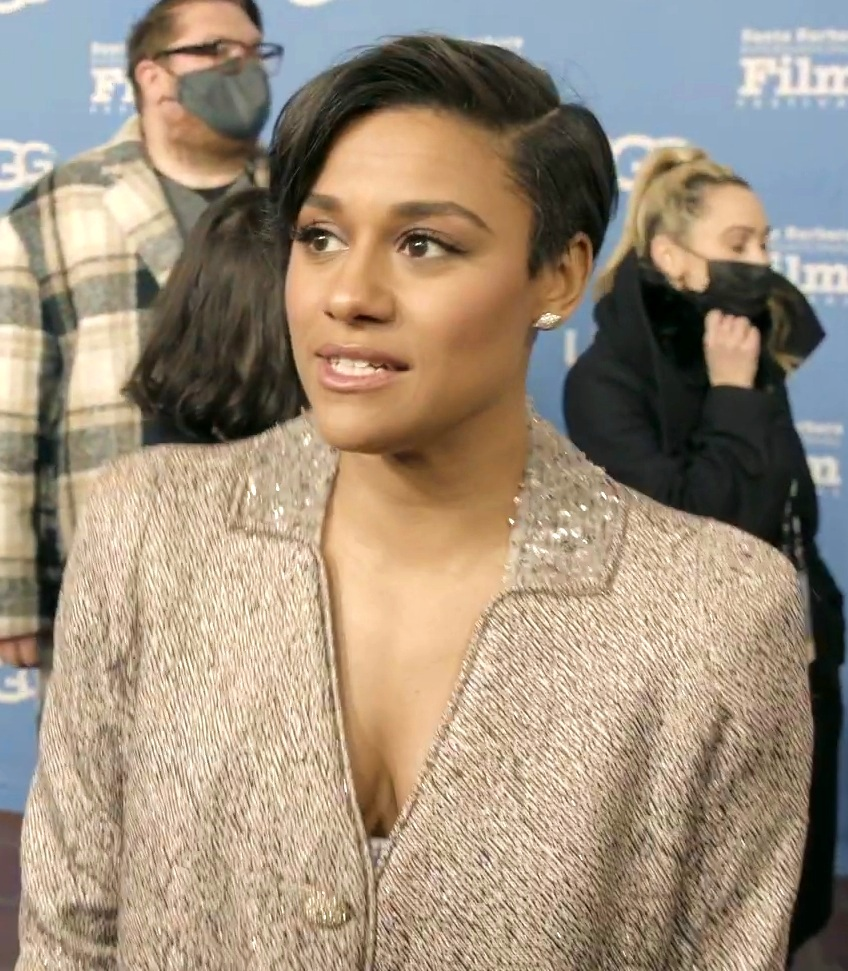
L'actrice durant la promotion de West Side Story en mars 2022 peu de temps avant les Oscars.

Elle confie que ce rôle fut très difficile à reprendre pour elle du fait de sa notoriété, et par peur de ne pas être à la hauteur. Ce personnage semblait donc être un véritable challenge, impossible à réaliser pour Ariana qui s'est vue épaulée tout du long par les conseils bienveillants de son metteur en scène Steven Spielberg et l'actrice Rita Moreno qui est devenue une de ses amies intimes durant le tournage. Elle a notamment confessé que le numéro de America fut pour elle le plus compliqué, Spielberg, souhaitant un résultat parfait, faisant travailler ses artistes pendant des heures, parfois jusqu'à épuisement. Lors de cette scène, l'actrice dansa si longtemps sur le goudron chaud de New York que ses chaussures brûlèrent.
À sa sortie en salles, les critiques - chose rare pour un remake - sont dithyrambiques pour la plupart. Cette nouvelle version s'impose comme une nouvelle pièce maîtresse du cinéma musical en obtenant 4 nominations aux Goldens Globes puis 7 aux Oscars. Sa prestation est saluée par les gens du métier qui lui décernent l'Oscar de la meilleure actrice dans un second rôle, le Golden Globe de la meilleure actrice dans un second rôle et le Screen Actors Guild Award de la meilleure actrice dans un second rôle, succédant ainsi à Rita Moreno et Chita Rivera qui avaient respectivement créé le rôle sur grand écran et sur scène. Chose rare également, Ariana DeBose devient la première actrice à remporter une statuette à Hollywood lors des Oscars pour le même rôle qu'une autre, car soixante ans plus tôt Rita Moreno avait déjà remporté l'Oscar de la meilleure actrice dans un second rôle. L'actrice devient aussi la première femme de couleur ouvertement queer à recevoir un Oscar.
Durant la cérémonie au moment de recevoir son prix, elle déclare : « "Vous savez quoi, maintenant vous comprenez pourquoi Anita dit 'Je veux vivre en Amérique', parce que même dans ce monde désabusé dans lequel nous vivons, les rêves se réalisent, et c'est quelque chose de vraiment réconfortant en ce moment." » Selon une essayiste travaillant au magazine Variety : malgré sa carrière naissante : Ariana DeBose a déjà marqué l'histoire du cinéma américain du fait d'être devenue la première actrice queer à recevoir un Oscar mais surtout par sa maitrise parfaite de la langue, et des différentes codes de jeu.
Elle est ensuite sélectionnée par les studios Disney pour doubler le personnage principal du film d'animation : Wish. Ce dernier sera centré autour de l'étoile présente dans les classiques d'animations Pinocchio (1940), et La Princesse et la Grenouille (2009) sous l'appellation d'Évangeline, dans le second. Le projet est présenter lors de la conférence de presse annuelle de la compagnie appeler la D23. Ce film d'animation permet à Ariana de renouer avec le genre de la comédie musicale et à nouveau pousser la chansonnette.Le film d'animation signe sa première collaboration avec le tandem de scénaristes/réalisateurs : Jennifer Lee et Chris Buck connu pour avoir réalisé le phénomène mondial La Reine des Neiges et sa suiteen charge du projet. Wish est annoncé en grande pompes comme l'évènement qui célèbre les 100 ans du studio d’animation.

### Depuis 2022: Une actrice audacieuse
Devenue en peu de temps une des nouvelles icônes du cinéma : la carrière d'Ariana DeBose prend un tournant radical après sa victoire aux Oscars. La jeune artiste ne souhaite, en effet, plus n'être qu'associée à des rôles chantés. Dans cette optique, elle va de plus en plus chercher des rôles à contre-emploi qui vont lui permettre de démontrer une nouvelle facette de son talent. C'est dans ce contexte qu'elle rejoint Henry Cavill et la chanteuse Dua Lipa dont c'est le premier rôle pour le film d'espionnage Argylle de Matthew Vaughn. Elle enchaine ensuite avec le tournage d'un blockbuster Marvel : Kraven le Chasseur dont la sortie est alors prévue pour 2023 pour y jouer l'acolyte féminine du premier rôle campé par Aaron Taylor-Johnson -  et enfin le drame indépendant de science-fiction I.S.S.: « Ça se passe dans l’espace, il n’y a que six acteurs dans le film. J’ai adoré travailler avec une réalisatrice. Toutes ces opportunités m’ont poussée à ne pas me reposer uniquement sur des rôles qui font appel à ma triple compétence, et à essayer de me débrouiller seule en tant qu’actrice. » Forte de sa notoriété, elle est choisie par plusieurs membres de la profession pour être la maitresse de cérémonie de la cérémonie des Tony Awards en juin 2022. Elle succède alors dans ce rôle aux acteurs Audra McDonald et Leslie Odom Jr. qui avaient présenté celle de l'année précédente. Une prestation théâtrale qui lui vaudra de nombreuses acclamations de la part de la profession et imposera davantage son talent de showgirl. En France, le magazine Première écrira à son sujet qu'« elle a enflammé la scène de Broadway » et qu'elle fut « épatante » dans ce rôle de présentatrice,. Au cours de cette cérémonie, elle rend un émouvant hommage au compositeur Stephen Sondheim décédé quelque temps avant les Tony Awards. Elle avait pu rencontrer durant la post-production de la seconde version cinématographique de la pièce  West Side Story par le cinéaste américain Steven Spielberg.
À la surprise générale, elle confirme sa participation à la quatrième saison de Westworld. Série futuriste et dramatique à succès des studios Warner, cette série lui permet de donner la réplique à Evan Rachel Wood, Vincent Cassel et Tessa Thompson. Dans cette saison, elle interprète le rôle d'une colocataire fourbe, avide et autocentrée. Un rôle qui tranche avec l'image lisse, belle et amusante qu'ont pu lui apporter les différentes comédies musicales dans lesquelles elle jouée et lui permet de révéler une autre facette de son talent. La saison ne rencontrera pas le succès escompté, tant et si bien que la plateforme HBO décide d'annuler la série à la fin de la saison 4. Elle est ensuite au cours de l'été, dans le thriller indépendant House of Spoils produit par Amazon Studios et prévue pour leurs plateforme de streaming dans lequel elle tiendra le premier rôle. Elle y incarnera alors le rôle d'une ambitieuse cheffe cuisinière. Elle participe ensuite en tant que présentatrice  à la 45e cérémonie des Kennedy Center Honors où elle reprend le single populaire soul : I Heard It Through The Grapevine en hommage à la chanteuse et auteur-compositrice : Gladys Knight venue recevoir sa décoration.
Ariana Debose est ensuite confirmée comme tête d'affiche de la comédie romantique Two and Only, remake du film Le Mariage de mon meilleur ami, où elle jouera un alter-égo bisexuel et latino du personnage de Julia Roberts dans la version de 1997. Elle rejoint à quelques semaines d'écart la distribution prestigieuse d'un polar criminel intitulé Poolman et porter par Danny DeVito et Annette Bening. Le film signe les premiers en qualité de réalisateur de l'acteur Chris Pine qui interprète également l'un des trois rôles principaux.

#### Orientation sexuelle et relations amoureuses
Ariana DeBose se dit ouvertement queer, ne précisant néanmoins pas son orientation sexuelle.
Elle a fait son coming out à sa famille en 2015.

### Activisme et philanthropie

#### En faveur de la communauté LGBTQIA+
En décembre 2020, avec sa partenaire dans le film The Prom, Jo Ellen Pellman, elle lance le Unruly Hearts Initiative, une initiative créée pour aider les jeunes à entrer en contact avec des organisations et des associations caritatives à destination de la communauté LGBTQIA+.

#### Lors des élections présidentielles de 2012, 2016 et 2022
Elle a apporté son soutien au candidat démocrate Joe Biden pour l'élection présidentielle de 2020 qui l'opposait au candidat républicain et président américain sortant Donald Trump. Par ailleurs, elle avait déjà apporté son soutien aux démocrates Barack Obama et Hillary Clinton lors des deux précédentes élections présidentielles, respectivement de 2012 et 2016.

#### En faveur du droit à l'avortement
Le 15 mai 2022, avec plusieurs autres célébrités dont Billie Eilish, Ariana Grande, Camilla et Shawn Mendes, le groupe Wallows ou encore Lucy Boynton, elle signe une tribune dans le magazine The New York Times en faveur du droit à l'avortement. La tribune a également vocation à s'opposer à la remise en question de l'arrêt Roe v. Wade (qui consacre le droit à l'IVG à l'échelle fédérale) au Texas.
La Cour suprême renverse finalement cet arrêt en juin 2022, permettant ainsi l'interdiction de l'IVG par n'importe quel État. Cette décision provoque un véritable tollé médiatique dans le pays et chez beaucoup de jeunes américains qui ne comprennent pas cette décision. Ainsi Ariana DeBose fait partie des premières stars hollywoodiennes à réagir à la polémique fustigeant alors le juge à la Cour suprême afro-américain conservateur Clarence Thomas. Elle déclare en ce sens : « Personne n'a à me dire ce que je peux ou ne peux pas faire avec mon corps ».

### Autres
En mai 2022, elle fait partie des 100 personnalités les plus influentes au monde, élue par le magazine Time aux côtés des chanteuses Adele, Zendaya et de l'acteur Andrew Garfield. À cette occasion, sa partenaire dans la série Schmigadoon! : l'actrice Kristin Chenoweth lui consacre quelques mots. Elle parle en ces termes : « Ariana est aussi authentique que possible, et quoi qu'elle fasse ensuite, je l'applaudirai depuis la cinquième rangée au centre. Ils devront me jeter dehors pour avoir crié pour elle et applaudi si fort. Alors vas-y, ma petite fille ! »

## Filmographie

### Cinéma
- 2018 : Seaside de Sam Zalutsky : Daphne
- 2019 : Fragile (court-métrage) de Kaye Tuckerman : Her
- 2020 : The Prom de Ryan Murphy : Alyssa Greene
- 2021 : West Side Story de Steven Spielberg : Anita
- 2022 : I.S.S. de Gabriela Cowperthwaite : Dr Kira Foster
- 2023 : House of Spoils de Bridget Savage Cole et Danielle Krudy
- 2023 : Wish, Asha et la bonne étoile de Chris Buck et Fawn Veerasunthorn (en) : Asha (voix)
- 2023 : Two and Only de Jen Rivas-DeLoose
- 2023 : Poolman de Chris Pine
- 2024 : Argylle de Matthew Vaughn : Keira
- 2024 : Kraven the Hunter de J. C. Chandor : Calypso
- 2025 : Back to Business de Jonathan Eusebio : Rose
- 2025 : Tow de Stephanie Laing : Denise

### Télévision

#### Téléfilms
- 2011 : Company de Lonny Price : membre de l'ensemble (spectacle filmé)
- 2016 : Hamilton's America : elle-même (documentaire)
- 2020 : Hamilton de Thomas Kail : membre de l'ensemble / The Bullet (spectacle filmé)

#### Séries
- 2016 : Blue Bloods : Sophia Ortiz (invitée - saison 6, épisode 14)
- 2021 : Schmigadoon! : Emma Tate (rôle principal, 6 épisodes)
- 2023 : Westworld : Maya (rôle récurrent - saison 4, 8 épisodes)

#### Clip
- 2024 : Boy George, Ariana DeBose, Nile Rodgers ; Electric Energy (Thème de Argylle) : Chanteuse[49]

## Théâtre
| Année       | Spectacle                        | Rôle                                           | Théâtre                                           |
| ----------- | -------------------------------- | ---------------------------------------------- | ------------------------------------------------- |
| 2011        | Hairspray                        | Little Inez                                    | North Carolina Theatre                            |
| 2011        | Bring It On: The Musical         | Nautica / Danielle (doublure)                  | Alliance Theatre                                  |
| 2011        | Company                          | Ensemble                                       | Avery Fisher Hall                                 |
| 2011-2012   | Bring It On: The Musical         | Nautica / Danielle (doublure)                  | Tournée américaine                                |
| 2012        | Bring It On: The Musical         | Nautica / Danielle (doublure)                  | St. James Theatre (Broadway)                      |
| 2013-2015   | Motown: The Musical              | Ensemble / Mary Wilson / Diana Ross (doublure) | Lunt-Fontanne Theatre (Broadway)                  |
| 2014        | Pippin                           | Acteur de premier plan                         | Music Box Theatre (Broadway)                      |
| 2015 - 2020 | Hamilton                         | Ensemble / The Bullet                          | Public Theater (Off-Broadway) et spectacle filmée |
| 2015        | Les Misérables                   | Éponine                                        | Connecticut Repertory Theatre                     |
| 2015-2016   | Hamilton                         | Ensemble / The Bullet                          | Richard Rodgers Theatre (Broadway)                |
| 2016-2018   | A Bronx Tale                     | Jane                                           | Longacre Theatre (Broadway)                       |
| 2017        | Summer: The Donna Summer Musical | Disco Donna                                    | La Jolla Playhouse (Previews)                     |
| 2018        | Summer: The Donna Summer Musical | Disco Donna                                    | Lunt-Fontanne Theatre (Broadway)                  |

## Distinctions

### Récompenses
- Chita Rivera Award 2018 : meilleure danseuse dans un spectacle à Broadway pour Summer: The Donna Summer Musical
- Portland Critics Association Awards 2021 : meilleure actrice dans un second rôle pour West Side Story
- Detroit Film Critics Society 2021 : meilleure actrice dans un second rôle pour West Side Story
- New York Film Critics Online Awards 2021 : meilleure actrice dans un second rôle pour West Side Story
- Florida Film Critics Circle Awards 2021 : meilleure actrice dans un second rôle pour West Side Story
- Golden Globes 2022 : Golden Globe de la meilleure actrice dans un second rôle  pour West Side Story
- Oscars  2022 : Oscar de la meilleure actrice dans un second rôle pour West Side Story
- Los Angeles Film Critics Association Awards 2022 : meilleure actrice pour West Side Story
- BAFA 2022 : British Academy Film Award de la meilleure actrice dans un second rôle pour West Side Story
- Screen Actors Guild Awards 2022 : Screen Actors Guild Award de la meilleure actrice dans un second rôle pour West Side Story
- Critics' Choice Movie Awards 2022 : Critics' Choice Movie Award de la meilleure actrice dans un second rôle pour West Side Story
- Hollywood Critics Association Awards 2022 : meilleure actrice dans un second rôle pour West Side Story

### Nominations
- Tony Awards 2018 : Tony Award du meilleur second rôle féminin dans une comédie musicale pour Summer: The Donna Summer Musical
- Drama League Awards 2018 : performance distinguée pour Summer: The Donna Summer Musical
- Chicago Film Critics Association Awards 2022 : meilleure actrice dans un second rôle pour West Side Story
- London Film Critics Circle Awards 2022 : meilleure actrice dans un second rôle pour West Side Story
- Washington DC Area Film Critics Association Awards 2022 : meilleure actrice dans un second rôle pour West Side Story
- Hollywood Critics Association TV Awards 2023 : meilleure actrice dans un second rôle pour une série comique pour Schmigadoon!